# Janusz Kościelecki
Jan Janusz Kościelecki herbu Ogończyk (ur. 1524, zm. 1564 r.) – kasztelan bydgoski od 1543 r., starosta nakielski od 1545 r., starosta bydgoski od 1545 r., wojewoda brzesko-kujawski od 1550 r., starosta generalny Wielkopolski od 1552 r., wojewoda sieradzki od 1553 r., starosta drahimski od 1562 r.

## Życiorys
Urodził się około 1524 r. w Kościelcu na Kujawach – gnieździe rodowym Kościeleckich. Był synem Jana Janusza, wojewody łęczyckiego i Katarzyny Pampowskiej. Wraz ze starszym bratem – Andrzejem przebywał w 1536 r. na studiach w Wittenberdze.
Wywodząc się z możnego i wpływowego rodu, szybko osiągał kolejne szczeble kariery. Już we wrześniu 1543 r. został kasztelanem bydgoskim. W 1545 r. ojciec scedował mu. za zgodą króla, starostwo nakielskie. Od stycznia 1545 r. wspólnie z bratem Andrzejem dzierżył starostwo bydgoskie. 27 lipca 1550 r. został mianowany wojewodą brzesko-kujawskim, jesienią 1552 r. starostą generalnym wielkopolskim, a w marcu 1553 r. wojewodą sieradzkim. W 1562 wykupił dodatkowo starostwo drahimskie z rąk Naczmerów.
Cieszył się zaufaniem króla, który pytał go o zdanie w różnych sprawach. Pytany o wojnę wszczętą przeciwko mistrzowi inflanckiemu, opowiedział się w lipcu 1556 r. za jej prowadzeniem. Na wypadek ewentualnego zagrożenia granic Wielkopolski przez posiłki idące do Inflant z Niemiec, prosił władcę o zezwolenie na powołanie szlachty pod broń. W zatargu z papieżem o nominację Jakuba Uchańskiego na biskupstwo włocławskie, radził w 1558 r. umiar i skierowanie sprawy pod obrady publiczne, dzieląc zdanie większości senatorów.
Jan Janusz Kościelecki był jednym z głównych przeciwników ruchu egzekucyjnego. Na sejmie piotrkowskim w 1563–1564 r. krytykował wcześniejsze postanowienia egzekucyjne. Na tym sejmie skarżono się na Kościeleckiego, że chociaż winien być stróżem praw i wolności szlacheckich, sam szlachcie dobra odbiera, z posiadanych wygania i dobra jako swoje trzyma. Król nakazał mu zwrot zabranych wsi, odmówił zwrotu wydatków na odbudowę zamku w Drahimiu, a przeprowadzona wtedy rewizja zapisów na królewszczyźnie uznała, że poważne sumy, jakie bracia Kościeleccy mieli na Bydgoszczy i Nakle, są wątpliwe.
Jan Janusz Kościelecki był żarliwym katolikiem, lecz z tolerancją odnosił się do innowierców. Po wydaniu edyktu parczowskiego w 1564 r., wywołującego z Polski wszystkich duchownych innowierców, energicznie go realizował. Na sejmiku przedsejmowym w Środzie doszło nawet do starcia z protestantami, które omal nie przerodziło się w walkę zbrojną.
Kościelecki zmarł w Poznaniu 8 grudnia 1564 r. Został pochowany w rodzinnym Kościelcu, w kaplicy, którą najprawdopodobniej sam dobudował do tamtejszego kościoła.
W opinii jezuity Kacpra Niesieckiego, był to „mąż powagi wielkiej, wspaniałości, animuszu, miłością lat ojczyźnie znakomity”.

## Starosta bydgoski
Dzierżąc z bratem – Andrzejem starostwo bydgoskie troszczył się, nie zapominając o własnym interesie, o sprawy miasta. Starostowie ci doprowadzili do tego, że Zygmunt August cofnął w 1552 r. zakaz budowania murowanego kościoła i klasztoru Bernardynów w pobliżu murów miejskich, wydany uprzednio ze względu na obronność Bydgoszczy (poprzedni kościół drewniany spłonął w 1545 r.) Jako żarliwy katolik wspierał budowę konwentu bydgoskich Bernardynów. Był również dobroczyńcą szpitala św. Stanisława na przedmieściu Kujawskim.
Wraz z bratem Andrzejem zabiegał o zapewnienie mieszkańcom Bydgoszczy odpowiednich warunków sanitarnych, czemu miała służyć rozbudowa sieci wodociągowej w mieście. W czerwcu 1549 r. starostowie ci oraz burmistrz i rada miejska zawarli kontrakt z łaziebnikiem Tomaszem na zbudowanie łaźni miejskiej.
Można sądzić, że dzięki jego zabiegom królowie: Zygmunt Stary i Zygmunt August po pożarze miasta w 1545 r. okresowo uwolnili mieszczan od podatku na rzecz państwa.

## Życie prywatne
Jan Janusz Kościelecki był żonaty z Gertrudą z Danaborskich (zw. małżeński ok. 1541 r.) Pozostawił synów: 
- Stanisława, starostę nakielskiego i drahimskiego,
- Jana Janusza, kasztelana międzyrzeckiego, starostę bydgoskiego,
- Andrzeja, opata bledzewskiego,
- Krzysztofa, kasztelana inowrocławskiego

oraz córki: 
- Katarzynę, zamężną za Andrzejem Opalińskim, marszałkiem wielkim koronnym,
- Reginę, żonę Jakuba Rokossowskiego, podskarbiego wielkiego koronnego oraz Wojciecha Mycielskiego,
- Elżbietę, zamężną z Janem Potulickim,
- Zofię, niezamężną.